# 双闸遗址
双闸遗址位于南京市建邺区双闸街道邺城路与龙王大街交界处，建于明末清初，属建邺区文物保护单位。

## 背景
双闸地区位于长江东岸，一江之隔是江心洲，有着十分重要的地理位置。为了控制江水，明末清初在此建闸，闸的南北端各有一道闸门，因而得名双闸。洪水曾经冲毁双闸，后重修于民国十三年（1924年），并立了一块刻有“长江堤闸工程处南京区工务所重建”字样的碑。